# 磁性材料
磁性材料（じせいざいりょう、英: magnetic material）は、強磁性体として性質を利用してさまざまな機能を実現するために用いられる材料である。

## 軟磁性材料
軟磁性材料 (soft magnetic material) は、保磁力が小さく透磁率が大きいことを特徴とする材料である。コイルやトランス等の磁心、磁気ヨーク、磁気シールド等に用いられる。
- 鉄
- ケイ素鋼
- パーマロイ
- センダスト
- パーメンジュール
- ソフトフェライト
- アモルファス磁性合金
- ナノクリスタル磁性合金

## 硬磁性材料
硬磁性材料 (hard magnetic materialy) は、保磁力が大きいことを特徴とする材料である。永久磁石として用いられる。また磁気記録用の磁性体もこれに分類される。
- アルニコ磁石
- フェライト磁石
- サマリウムコバルト磁石
- ネオジム鉄ボロン磁石
- サマリウム鉄窒素磁石

## 磁歪材料
磁歪材料 (magnetostrictive material) は、磁界をかけることによって変形する材料である。超音波発振機等に用いられる。また超磁歪材料は圧電材料並みの変位量を持つためアクチュエータとしての用途が期待されている。
- ニッケル
- フェライト
- 超磁歪材料

## 磁気抵抗材料
磁気抵抗材料 (magnetoresistive material) は、磁界をかけると電気抵抗が変化する材料である。磁気ヘッド等に用いられる。